# Liga Europa da UEFA de 2012–13 – Rodada de Play-off
O Play-off da Liga Europa da UEFA de 2012–13 foi a última eliminatória de qualificação antes da fase de grupos da referida prova. O sorteio teve lugar em Nyon a 10 de agosto de 2012.
As duas equipas portuguesas, Sporting e Marítimo apuraram-se para a fase seguinte, feito inédito no caso dos insulares, e a primeira vez que Portugal colocou 6 equipas na fase de grupos das competições da UEFA.
Todos jogos em UTC+2.

## Play-off

### Partidas de ida
| 22 de Agosto de 2012 | Stuttgart           | 2 – 0     | Dínamo de Moscou | Mercedes-Benz Arena, Stuttgart              |
| 18:15                | Ibišević 72', 90+1' | Relatório |                  | Público: 20 353 Árbitro: SCO William Collum |

| 23 de Agosto de 2012 | Anzhi      | 1 – 0     | AZ | Estádio Lokomotiv de Moscou, Moscou             |
| 18:00                | Traoré 51' | Relatório |    | Público: 6 030 Árbitro: GRE Michael Koukoulakis |

| 23 de Agosto de 2012 | Neftçi Baku       | 1 – 1     | APOEL         | Dalga Arena, Baku1                       |
| 18:00                | Şükürov 82' (pen) | Relatório | Benachour 83' | Público: 4 000 Árbitro: POL Robert Malek |

| 23 de Agosto de 2012 | Tromsø                                 | 3 – 2     | Partizan                    | Alfheim Stadion, Tromsø                          |
| 18:30                | Prijovic 37' · Björck 77' · Mbodji 82' | Relatório | Marković 43' · Mitrović 84' | Público: 3 386 Árbitro: AUT Robert Schörgenhofer |

| 23 de Agosto de 2012 | Ekranas | 0 – 2     | Steaua București          | LFF Stadium, Vilnius                       |
| 18:45                |         | Relatório | Martinovic 36' · Popa 76' | Público: 756 Árbitro: BLR Aleksei Kulbakov |

| 23 de Agosto de 2012 | Liberec                         | 2 – 2     | Dnipro Dnipropetrovsk                    | Stadion u Nisy, Liberec                    |
| 19:00                | Breznaník 62' · Vácha 90' (pen) | Relatório | Konoplyanka 43' · Matheus Nascimento 49' | Público: 4 226 Árbitro: NED Pol van Boekel |

| 23 de Agosto de 2012 | AIK | 0 – 1     | CSKA Moscou | Estádio Råsunda, Solna                  |
| 19:00                |     | Relatório | Honda 62'   | Público: 16 889 Árbitro: NED Kevin Blom |

| 23 de Agosto de 2012 | Legia       | 1 – 1     | Rosenborg  | Polish Army Stadium, Varsóvia                   |
| 19:00                | Kosecki 42' | Relatório | Dočkal 80' | Público: 21 637 Árbitro: MKD Aleksandar Stavrev |

| 23 de Agosto de 2012 | Atromitos   | 1 – 1     | Newcastle United | Estádio Peristeri, Atenas              |
| 19:00                | Epstein 24' | Relatório | Taylor 45+2'     | Público: 5 002 Árbitro: ISR Alon Yefet |

| 23 de Agosto de 2012 | Sheriff     | 1 – 2     | Marseille     | Sheriff Stadium, Tiraspol                 |
| 19:00                | Pajović 27' | Relatório | Ayew 18', 53' | Público: 11 770 Árbitro: SUI Sascha Kever |

| 23 de Agosto de 2012 | Molde                    | 2 – 0     | Heerenveen | Aker Stadion, Molde                        |
| 19:00                | Eikrem 31' · Mostrøm 90' | Relatório |            | Público: 4 656 Árbitro: ROU Cristian Balaj |

| 23 de Agosto de 2012 | Bursaspor                     | 3 – 1     | Twente     | Bursa Atatürk Stadium, Bursa                          |
| 19:30                | Batalla 40', 82' · Šesták 53' | Relatório | Chadli 31' | Público: 24 216 Árbitro: ESP David Fernández Borbalán |

| 23 de Agosto de 2012 | Dinamo București | 0 – 2     | Metalist Kharkiv                  | Arena Națională, Bucareste             |
| 19:30                |                  | Relatório | Cleiton Xavier 9' · Cristaldo 57' | Público: 14 800 Árbitro: POL Pawel Gil |

| 23 de Agosto de 2012 | Luzern                   | 2 – 1     | Genk       | Swissporarena, Lucerna                     |
| 19:30                | Rangelov 7' · Winter 71' | Relatório | Vossen 12' | Público: 8 217 Árbitro: ITA Antonio Damato |

| 23 de Agosto de 2012 | Trabzonspor | 0 – 0     | Videoton | Hüseyin Avni Aker Stadium, Trebizonda    |
| 20:00                |             | Relatório |          | Público: 22 778 Árbitro: SCO Euan Norris |

| 23 de Agosto de 2012 | Dudelange   | 1 – 3     | Hapoel Tel Aviv                                    | Stade Municipal de la Ville de Differdange, Differdange |
| 20:00                | Joachim 20' | Relatório | Caillet 4' (g.c.) · Ben Haim 19' (pen) · Cohen 26' | Público: 937 Árbitro: NOR Tommy Skjerven                |

| 23 de Agosto de 2012 | Feyenoord                  | 2 – 2     | Sparta Praha    | De Kuip, Roterdã                             |
| 20:00                | Nelom 60' · Achahbar 90+3' | Relatório | Kadlec 23', 27' | Público: 34 000 Árbitro: DEN Peter Rasmussen |

| 23 de Agosto de 2012 | Midtjylland | 0 – 3     | Young Boys                                    | MCH Arena, Herning                           |
| 20:15                |             | Relatório | Bobadilla 42' · Farnerud 81' · Costanzo 90+3' | Público: 4 522 Árbitro: RUS Maksim Layushkin |

| 23 de Agosto de 2012 | Debrecen | 0 – 3     | Club Brugge                              | Városi Stadion, Nyíregyháza           |
| 20:30                |          | Relatório | Blondel 58' · Refaelov 77' · Bacca 90+2' | Público: 4 234 Árbitro: SVN Matej Jug |

| 23 de Agosto de 2012 | Lokeren                       | 2 – 1     | Plzeň     | Estádio Rei Baudouin, Bruxelas                  |
| 20:30                | Harbaoui 10' · M. Marić 90+4' | Relatório | Bakoš 29' | Público: 4 254 Árbitro: ESP Antonio Mateu Lahoz |

| 23 de Agosto de 2012 | PAOK                            | 2 – 1     | Rapid Wien | Estádio Toumba, Salonica                    |
| 20:30                | Athanasiadis 69' · Katsikas 83' | Relatório | Alar 25'   | Público: 19 628 Árbitro: ENG Andre Marriner |

| 23 de Agosto de 2012 | Vaslui | 0 – 2     | Internazionale              | Stadionul Ceahlăul, Piatra Neamţ         |
| 20:45                |        | Relatório | Cambiasso 23' · Palacio 73' | Público: 13 500 Árbitro: NED Bas Nijhuis |

| 23 de Agosto de 2012 | Heart of Midlothian | 0 – 1     | Liverpool          | Tynecastle Stadium, Edimburgo              |
| 20:45                |                     | Relatório | Webster 78' (g.c.) | Público: 15 965 Árbitro: GER Florian Meyer |

| 23 de Agosto de 2012 | Śląsk                                         | 3 – 5     | Hannover                                                            | Estádio Municipal de Wroclaw, Wrocław          |
| 20:45                | Jodłowiec 34' · Patejuk 54' · Kazmierczak 61' | Relatório | Andreasen 7', 82' · Schlaudraff 25' · Stindl 40' · Schmiedebach 85' | Público: 13 644 Árbitro: ITA Paolo Tagliavento |

| 23 de Agosto de 2012 | Motherwell | 0 – 2     | Levante                  | Fir Park, Motherwell                      |
| 20:45                |            | Relatório | Juanlu 42' · El Zhar 62' | Público: 6 286 Árbitro: FIN Antti Munukka |

| 23 de Agosto de 2012 | Crvena zvezda | 0 – 0     | Bordeaux | Estádio Estrela Vermelha, Belgrado                    |
| 20:45                |               | Relatório |          | Público: 42 100 Árbitro: ESP Alberto Undiano Mallenco |

| 23 de Agosto de 2012 | Athletic Bilbao                                                   | 6 – 0     | HJK | Estádio de San Mamés, Bilbau                 |
| 21:00                | Aduriz 25', 51' · Susaeta 31', 57' · Iñigo Pérez 42' · Iraola 84' | Relatório |     | Público: 18 288 Árbitro: TUR Bülent Yıldırım |

| 23 de Agosto de 2012 | Marítimo    | 1 – 0     | Dila | Estádio dos Barreiros, Funchal            |
| 21:00                | Fidelis 64' | Relatório |      | Público: 3 736 Árbitro: CZE Libor Kovařik |

| 23 de Agosto de 2012 | Mura | 0 – 2     | Lazio                    | Stadion Ljudski vrt, Maribor              |
| 21:00                |      | Relatório | Hernanes 31' · Klose 59' | Público: 4 200 Árbitro: NIR Mark Courtney |

| 23 de Agosto de 2012 | Horsens      | 1 – 1     | Sporting CP  | CASA Arena Horsens, Horsens                |
| 21:00                | Spelmann 15' | Relatório | Carrillo 79' | Público: 6 644 Árbitro: FRA Antony Gautier |

| 23 de Agosto de 2012 | Zeta | 0 – 5     | PSV Eindhoven                                                        | Podgorica City Stadium, Podgorica            |
| 21:00                |      | Relatório | Toivonen 2' · Matavž 74' · Strootman 77' · Lens 83' · van Bommel 90' | Público: 7 001 Árbitro: RUS Aleksei Nikolaev |

Notas
- Nota 1: Neftçi Baku irá disputar sua partida em casa no Dalga Arena, Baku por que seu estádio não atende os critérios da UEFA.

### Partidas de volta
| 28 de Agosto de 2012 | Dínamo de Moscou | 1 – 1     | Stuttgart    | Arena Khimki, Moscou                      |
| 18:00                | Kokorin 77'      | Relatório | Ibišević 64' | Público: 7 164 Árbitro: TUR Fırat Aydınus |

Stuttgart venceu por 3–1 no agregado e avançou a fase de grupos.
| 30 de Agosto de 2012 | Dnipro Dnipropetrovsk                                       | 4 – 2     | Liberec                   | Dnipro Arena, Dnipropetrovsk              |
| 18:00                | Aliyev 12' (pen), 59' (pen) · Konoplyanka 76' · Kalinić 87' | Relatório | Breznaník 61' · Kelić 72' | Público: 27 076 Árbitro: POR Duarte Gomes |

Dnipro Dnipropetrovsk venceu por 6–4 no agregado e avançou a fase de grupos.
| 30 de Agosto de 2012 | Dila | 0 – 2     | Marítimo                  | Estádio Mikheil Meskhi, Tbilisi                |
| 18:00                |      | Relatório | Héldon 42' · Danilo 90+3' | Público: 10 000 Árbitro: GRE Anastassios Kakos |

Marítimo venceu por 3–0 no agregado e avançou a fase de grupos.
| 30 de Agosto de 2012 | Heerenveen     | 1 – 2     | Molde                  | Abe Lenstra Stadion, Heerenveen                |
| 19:00                | Valpoort 90+2' | Relatório | Berget 54' · Diouf 73' | Público: 10 000 Árbitro: BUL Stanislav Todorov |

Molde venceu por 4–1 no agregado e avançou a fase de grupos.
| 30 de Agosto de 2012 | APOEL         | 1 – 3     | Neftçi Baku                          | Estádio GSP, Nicósia                      |
| 19:00                | Benachour 44' | Relatório | Sadigov 22' · Wobay 30' · Flávio 60' | Público: 20 337 Árbitro: FRA Said Ennjimi |

Neftçi Baku venceu por 4–2 no agregado e avançou a fase de grupos.
| 30 de Agosto de 2012 | HJK                                         | 3 – 3     | Athletic Bilbao                           | Estádio Sonera, Helsinque              |
| 19:00                | Schüller 25' · Perovuo 62' · Pohjanpalo 70' | Relatório | San José 67' · Toquero 77' · Martínez 88' | Público: 5 580 Árbitro: IRL Alan Kelly |

Athletic Bilbao venceu por 9–3 no agregado e avançou a fase de grupos.
| 30 de Agosto de 2012 | Hapoel Tel Aviv                        | 4 – 0     | Dudelange | Bloomfield Stadium, Tel Aviv              |
| 19:00                | Maman 68', 84' · Merey 79' · Toama 89' | Relatório |           | Público: 5 407 Árbitro: EST Hannes Kaasik |

Hapoel Tel Aviv venceu por 7–1 no agregado e avançou a fase de grupos.
| 30 de Agosto de 2012 | Sparta Praha                    | 2 – 0     | Feyenoord | Letná Stadion, Zlín                     |
| 19:00                | Kadlec 61' (pen.) · Jarošík 70' | Relatório |           | Público: 17 036 Árbitro: CRO Ivan Bebek |

Sparta Praha venceu por 4–2 no agregado e avançou a fase de grupos.
| 30 de Agosto de 2012 | CSKA Moscou | 0 – 2     | AIK                            | Arena Khimki, Moscou                             |
| 19:00                |             | Relatório | Karikari 6' · Lorentzson 90+3' | Público: 11 000 Árbitro: ROU Ovidiu Alin Hategan |

Solna venceu por 2–1 no agregado e avançou a fase de grupos.
| 30 de Agosto de 2012 | Rosenborg                      | 2 – 1     | Legia       | Lerkendal Stadion, Trondheim               |
| 19:00                | Reginiussen 69' · Diskerud 87' | Relatório | Ljuboja 36' | Público: 8 712 Árbitro: ITA Daniele Orsato |

Rosenborg venceu por 3–2 no agregado e avançou a fase de grupos.
| 30 de Agosto de 2012 | PSV Eindhoven                                                                       | 9 – 0     | Zeta | Philips Stadion, Eindhoven                  |
| 19:00                | Jorgensen 5' · van Ooijen 12', 74' · Matavž 15', 27', 63' · Wijnaldum 39', 66', 83' | Relatório |      | Público: 20 400 Árbitro: ISR Menashe Masiah |

PSV venceu por 14–0 no agregado e avançou a fase de grupos.
| 30 de Agosto de 2012 | Steaua București            | 3 – 0     | Ekranas | Estádio Ghencea, Bucareste               |
| 19:30                | Adi 21', 86' · Dumitraș 31' | Relatório |         | Público: 14 841 Árbitro: FIN Tony Asumaa |

Steaua București venceu por 5–0 no agregado e avançou a fase de grupos.
| 30 de Agosto de 2012 | Young Boys | 0 – 2     | Midtjylland                     | Stade de Suisse, Berna                          |
| 19:30                |            | Relatório | Igboun 75' (pen.) · Nielsen 89' | Público: 9 327 Árbitro: ROU Alexandru Dan Tudor |

Young Boys venceu por 3–2 no agregado e avançou a fase de grupos.
| 30 de Agosto de 2012 | Metalist Kharkiv           | 2 – 1     | Dinamo București | Estádio Metalist, Carcóvia                 |
| 20:00                | Blanco 29' · Cristaldo 60' | Relatório | Curtean 52'      | Público: 30 417 Árbitro: TUR Hüseyin Göçek |

Metalist Kharkiv venceu por 4–1 no agregado e avançou a fase de grupos.
| 30 de Agosto de 2012 | Genk                            | 2 – 0     | Luzern | Cristal Arena, Genk                    |
| 20:00                | Dani Fernández 56' · Masika 88' | Relatório |        | Público: 12 135 Árbitro: ENG Mike Dean |

Genk venceu por 3–2 no agregado e avançou a fase de grupos.
| 30 de Agosto de 2012 | Plzeň     | 1 – 0     | Lokeren | Stadion města Plzně, Plzeň                     |
| 20:15                | Bakoš 37' | Relatório |         | Público: 11 711 Árbitro: SWE Daniel Stålhammar |

2–2 no placar agregado. Plzeň avançou a fase de grupos pelo gol marcado fora de casa.
| 30 de Agosto de 2012 | Bordeaux                                | 3 – 2     | Crvena zvezda                | Stade Chaban-Delmas, Bordéus                  |
| 20:30                | Gouffran 53', 90+3' (pen.) · Jussiê 71' | Relatório | Mladenović 45+2' · Mikić 90' | Público: 21 789 Árbitro: ENG Mark Clattenburg |

Bordeaux venceu por 3–2 no agregado e avançou a fase de grupos.
| 30 de Agosto de 2012 | Club Brugge                                              | 4 – 1     | Debrecen    | Estádio Jan Breydel, Bruges                |
| 20:30                | Larsen 25' · Víctor Vázquez 48' · Tchité 50' · Bacca 66' | Relatório | Szakály 34' | Público: 18 353 Árbitro: GER Deniz Aytekin |

Club Brugge venceu por 7–1 no agregado e avançou a fase de grupos.
| 30 de Agosto de 2012 | Marseille | 0 – 0     | Sheriff | Stade Vélodrome, Marselha                      |
| 20:30                |           | Relatório |         | Público: 9 583 Árbitro: ISL Kristinn Jakobsson |

Marseille venceu por 2–1 no agregado e avançou a fase de grupos.
| 30 de Agosto de 2012 | Videoton | 0 – 0 (pro) | Trabzonspor | Sóstói Stadion, Székesfehérvár              |
| 20:30                |          | Relatório   |             | Público: 11 232 Árbitro: SWE Martin Hansson |

|                                       |       | Penalidades                        |  |
| Marco Caneira Brachi Gyurcsó Mitrović | 4 – 2 | Sapara Vittek Soner Aydoğdu Zokora |  |

0–0 no agregado. Videoton venceu na disputa por penâltis por 4–2 e avançou a fase de grupos.
| 30 de Agosto de 2012 | Partizan   | 1 – 0     | Tromsø | Estádio Partizan, Belgrado                  |
| 20:45                | Ivanov 75' | Relatório |        | Público: 14 725 Árbitro: BEL Serge Gumienny |

3–3 no agregado. Partizan avançou a fase de grupos pelo gol marcado fora de casa.
| 30 de Agosto de 2012 | Internazionale             | 2 – 2     | Vaslui                                   | Estádio Giuseppe Meazza, Milão               |
| 20:45                | Palacio 76' · Guarín 90+2' | Relatório | Stanciu 35' (pen.) · Fernando Varela 79' | Público: 41 326 Árbitro: POR Manuel De Sousa |

Internazionale venceu por 4–2 no agregado e avançou a fase de grupos.
| 30 de Agosto de 2012 | Levante   | 1 – 0     | Motherwell | Estadi Ciutat de València, Valência         |
| 20:45                | Gekas 72' | Relatório |            | Público: 13 398 Árbitro: FRA Clément Turpin |

Levante venceu por 3–0 no agregado e avançou a fase de grupos.
| 30 de Agosto de 2012 | Hannover                                            | 5 – 1     | Śląsk           | AWD-Arena, Hanôver                          |
| 20:45                | Abdellaoue 22' · Huszti 35', 88' · Sobiech 68', 85' | Relatório | Kazmierczak 10' | Público: 26 200 Árbitro: RUS Sergei Karasev |

Hannover venceu por 10–4 no agregado e avançou a fase de grupos.
| 30 de Agosto de 2012 | Rapid Wien                          | 3 – 0     | PAOK | Gerhard Hanappi Stadium, Viena                 |
| 20:45                | Alar 31' · Boyd 48' · Hofmann 90+3' | Relatório |      | Público: 16 500 Árbitro: ESP Carlos Clos Gómez |

Rapid Wien venceu por 4–2 no agregado e avançou a fase de grupos.
| 30 de Agosto de 2012 | Twente                                              | 4 – 1 (pro) | Bursaspor   | De Grolsch Veste, Enschede                  |
| 21:00                | Fer 26' (pen.), 116' · Schilder 61' · Gutiérrez 62' | Relatório   | Pinto 45+4' | Público: 22 000 Árbitro: ITA Nicola Rizzoli |

Twente venceu por 5–4 no agregado e avançou a fase de grupos.
| 30 de Agosto de 2012 | Lazio                       | 3 – 1     | Mura        | Estádio Olímpico de Roma, Roma                |
| 21:00                | Kozák 30', 55' · Zárate 42' | Relatório | Travner 88' | Público: 12 138 Árbitro: CYP Leontios Trattou |

Lazio venceu por 5–1 no agregado e avançou a fase de grupos.
| 30 de Agosto de 2012 | AZ | 0 – 5     | Anzhi                                                                     | DSB Stadium, Alkmaar                           |
| 21:00                |    | Relatório | Boussoufa 17' · Eto'o 45+2' · Traoré 79' · Carcela 83' · Lakhiyalov 90+4' | Público: 11 512 Árbitro: NOR Svein Oddvar Moen |

Anzhi venceu por 6–0 no agregado e avançou a fase de grupos.
| 30 de Agosto de 2012 | Newcastle United | 1 – 0     | Atromitos | St James' Park, Newcastle upon Tyne         |
| 21:00                | Vučkič 21'       | Relatório |           | Público: 29 242 Árbitro: SUI Stephan Studer |

Newcastle venceu por 2–1 no agregado e avançou a fase de grupos.
| 30 de Agosto de 2012 | Liverpool  | 1 – 1     | Heart of Midlothian | Anfield, Liverpool                                |
| 21:05                | Suárez 88' | Relatório | Templeton 85'       | Público: 44 361 Árbitro: RUS Vladislav Bezborodov |

Liverpool venceu por 2–1 no agregado e avançou a fase de grupos.
| 30 de Agosto de 2012 | Sporting CP                                                                | 5 – 0     | Horsens | Estádio José Alvalade, Lisboa                 |
| 21:30                | van Wolfswinkel 8', 54' · Kortegaard 23' (g.c.) · Carrillo 57' · Elias 63' | Relatório |         | Público: 25 030 Árbitro: SUI Cyril Zimmermann |

Sporting venceu por 6–1 no agregado e avançou para a fase de grupos.